# Fonds régional d'art contemporain
Pour les articles homonymes, voir FRAC.
 (février 2023).

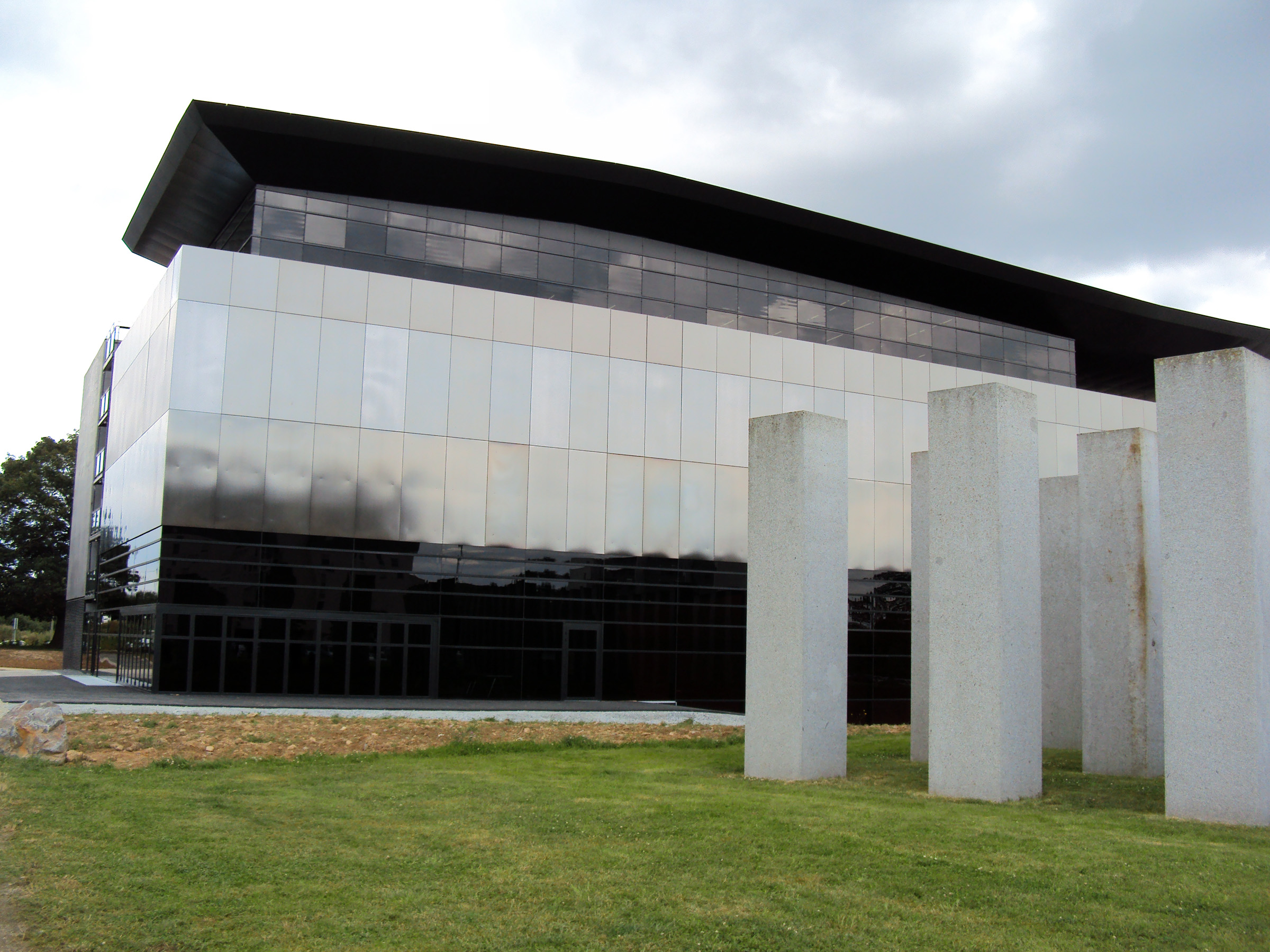
Le FRAC Bretagne à Rennes.

Fonds régional d'art contemporain (ou FRAC) et Fonds territorial d'art contemporain (ou FTAC) sont un label officiel français accordé à des institutions culturelles qui constituent des collections d’œuvres d'art visuel contemporain et qui en assurent la présentation au public.
Initié dès 1982 par Jack Lang dans le cadre de la politique de décentralisation mise en place par l’État, les labels FRAC et FTAC reposent sur une coopération financière entre, d'une part, soit les régions, les collectivités d'outre-mer ou les départements et régions d'outre-mer, et, d'autre part, l'État à travers le ministère de la Culture.
Les labels FRAC et FTAC sont définis et régis par le code du patrimoine et par le décret du 28 mars 2017 relatif aux labels et au conventionnement dans les domaines du spectacle vivant et des arts plastiques.

## Organisation

### Cahier des charges et des missions
Le cahier des charges et des missions des labels FRAC et FTAC est défini par l'arrêté du 5 mai 2017.
- Disposer du soutien financier de la région du lieu d'implantation de la structure pour le label FRAC ; de la collectivité d'outre-mer ou du département ou région d'outre-mer du lieu lieu d'implantation de la structure pour le label FTAC[4].
- Constituer un patrimoine d'art contemporain et soutenir la création par l’action conjuguée d’acquisitions et de commandes d’œuvres d’art. Les structures labellisées FRAC ou FTAC peuvent décider de se spécialiser dans une catégorie particulière d'art contemporain.
- Diffuser largement le fonds constitué sur le territoire régional en développant des partenariats réguliers. Les institutions culturelles régionales, les collectivités locales et les établissements scolaires sont ainsi concernés.
- Sensibiliser le public le plus large aux démarches artistiques contemporaines par la mise en place d’actions permanentes de médiation comme des visites commentées, l’accueil des groupes par des animateurs conférenciers, des conférences, des rencontres avec les artistes, d'ateliers avec le jeune public, etc.

### Cadre juridique

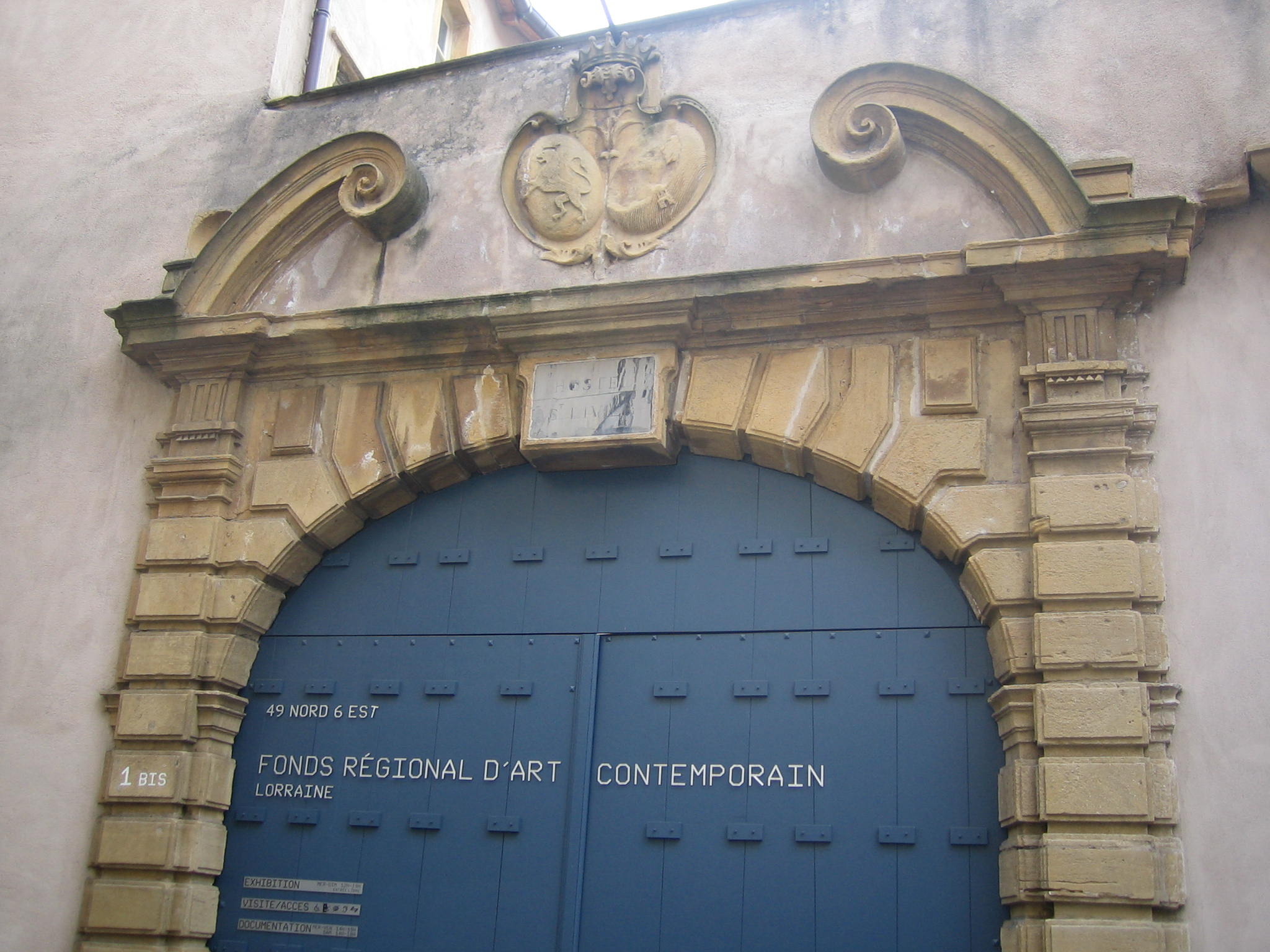
Entrée de l'hôtel Saint-Livier à Metz, qui accueille 49 Nord 6 Est - Fonds régional d'art contemporain Lorraine.

Le label FRAC a été institué par la circulaire du 3 septembre 1982 du Ministre de la Culture relative à la création des Fonds régionaux d'art contemporain, et leurs missions sont régies dans la circulaire no 2002/006 du 28 février 2002.
La loi du 7 juillet 2016 relative à la liberté de la création, à l'architecture et au patrimoine vient consolider le label par la création d'un chapitre dédié dans le code du patrimoine. C'est à travers elle que le label Fonds territorial d'art contemporain est créé.

### Avantage
La labellisation Fonds régional d'art contemporain permet à la structure bénéficiaire d'obtenir une aide financière annuelle minimale de l'Etat de 200 000 euros.

## Collections
En avril 1986, les structures labellisées FRAC avaient acquis, depuis leur création, un total de 5 438 œuvres provenant de 1 377 artistes différents. En 2000, c'était près de 14 000 œuvres de près de 2 500 artistes.
En 2013, les collections des structures labellisées FRAC rassemblent 26 000 œuvres de 4 200 artistes autant français qu’étrangers. Contrairement aux musées ou aux centres d’art, les structures labellisées FRAC ne peuvent être identifiés à un lieu unique d’exposition. Les collections des structures labellisées FRAC voyagent en France et à l’international. Chaque année, un tiers de leurs œuvres sont présentées au public, ce qui fait des structures labellisées FRAC les collections les plus diffusées de France. Ils sont ainsi des acteurs d’une politique d’aménagement culturel du territoire visant à réduire les disparités géographiques, sociales et culturelles et à ainsi faciliter la découverte de l’art contemporain par des publics les plus diversifiés.
Les œuvres présentes dans les collections sont pour l’essentiel postérieures à 1960 et réalisées par des artistes représentatifs de la création française et internationale. Chaque structure labellisée FRAC compte aujourd’hui entre 200 et 3 000 pièces et dispose d’un budget d’acquisition annuel pour enrichir sa collection. La procédure d’acquisition se déroule ainsi : le directeur de la structure labellisée FRAC impulse l’orientation artistique de la collection avec un « comité technique d'achat » composé d’experts de l’art contemporain, il fait des propositions d’acquisitions qui sont validées par le conseil d’administration de la structure labellisée FRAC.
Les collections des structures labellisées FRAC constituent le troisième ensemble public d'art contemporain en France, après la collection du Centre national des arts plastiques (CNAP) et celle du Musée national d’art moderne.
Les structures labellisées FRAC pourraient dans l'avenir rééquilibrer leurs fonds - à l'instar de ce qui s'est fait dans la région Lorraine - en mettant en place une politique de rattrapage de la réelle discrimination, qui existe encore à ce jour en art contemporain vis-à-vis des artistes femmes, largement moins représentées que leurs homologues masculins, alors même que les artistes femmes représentent plus de la moitié des artistes contemporains.[réf. nécessaire]
En 2013 et à l'occasion de leurs 30 ans, un portail d'accès unique aux collections des 22 structures labellisées FRAC, accessible à tous les publics (particuliers, étudiants, chercheurs, artistes, commissaires d’expositions, critiques, enseignants...), est créé et hébergé par la base Videomuseum du réseau des 65 collections publiques d'art moderne et contemporain et de design, en regroupant les près de 26 000 œuvres acquises depuis 1981, au profit des collections régionales. Au 1er janvier 2019, ce portail répertorie 27 856 œuvres sur les plus de 30 000 conservées.

## Diffusion et fréquentation
Leur rôle de diffusion conduit les structures labellisées FRAC à présenter simultanément plusieurs projets dans les régions, soit chaque année, près de 400 expositions et 1 300 actions d’éducation artistique et culturelle. Ils sont ainsi au centre d’un réseau de très nombreux partenaires fidélisés au fil des années : musée des Beaux-Arts, centres d’art ou espaces municipaux, écoles d’art, établissements scolaires ou universités, monuments historiques ou parcs, galeries, associations de quartiers et parfois hôpitaux, etc.
En 2012, leur fréquentation a atteint son plus haut niveau depuis leur création avec 1,5 million de visiteurs et plus de 2 millions avec l’international.
42 % de leur diffusion concerne les établissements scolaires, ce qui représente 16,7 % du public scolaire en France.

## Les Frac de nouvelle génération
Initialement conçues pour être des collections sans lieu de diffusion, les structures labellisées FRAC ont bénéficié du programme dit "FRAC de nouvelle génération" qui marque une étape majeure dans le développement de ces institutions. Ce programme visa en effet à doter les structures labellisées FRAC de conditions optimales à un meilleur exercice de leurs missions de diffusion de l'art contemporain sur leur territoire et de sensibilisation, à travers la création d'équipements performants réunissant sur un même site: des réserves adaptées à la conservation au développement et à une meilleure circulation des collections, des espaces dédiés aux expositions, à la médiation et aux événements. Conçus par des architectes de renommée internationale, ces réalisations le plus souvent implantées dans les capitales régionales, permettront de renforcer la notoriété de ces institutions, l'attractivité des territoires et de conforter leur reconnaissance internationale.[réf. nécessaire]
En 2000, le Fonds régional d'art contemporain des Pays de la Loire est le premier établissement à se doter d'un bâtiment conçu par l'architecte Jean-Claude Pondevie.

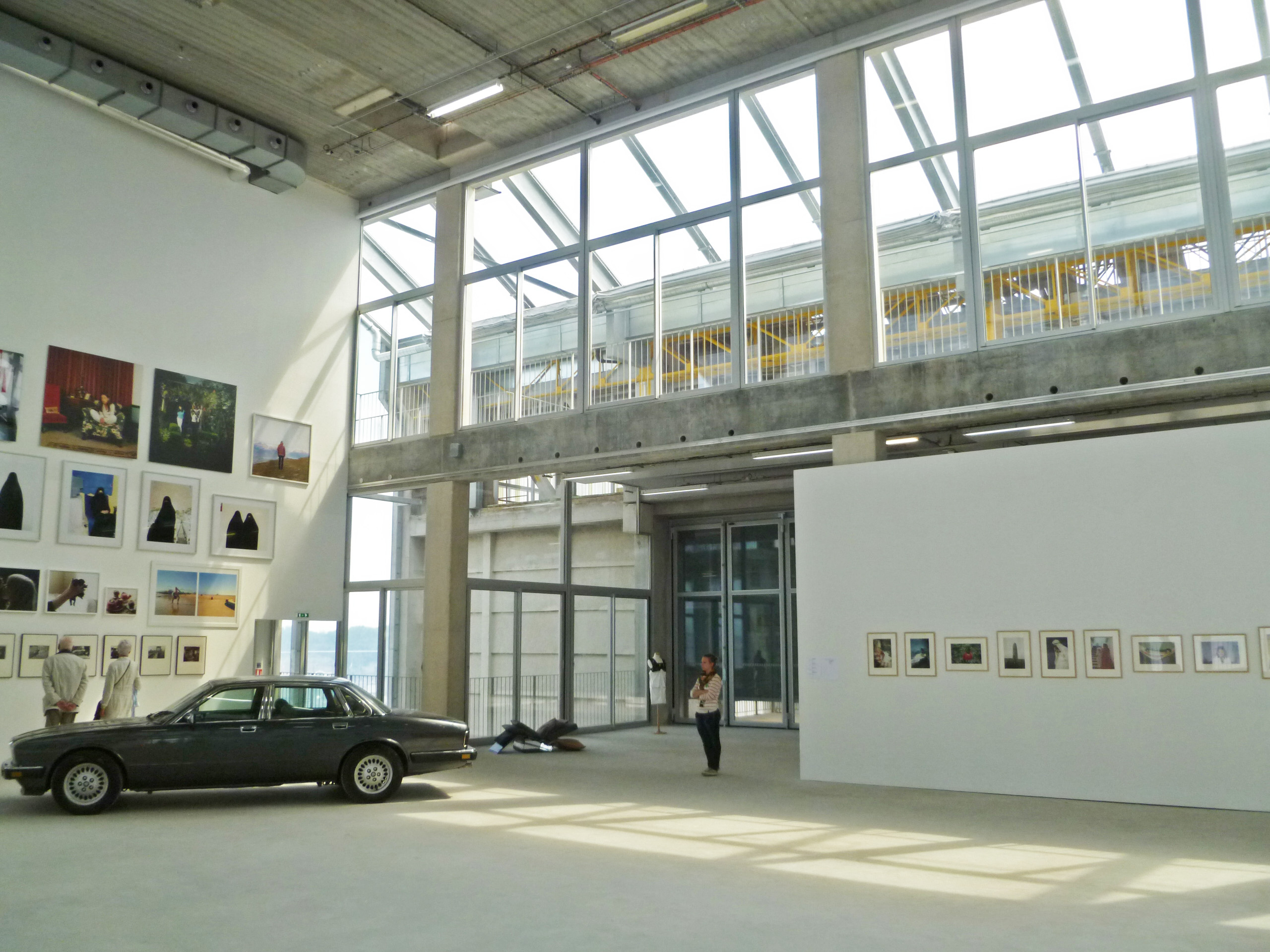
Grand Large - Fonds régional d'art contemporain Hauts-de-France, Dunkerque.

Le ministère de la Culture et de la Communication s'est engagé dans la construction de six nouveaux équipements dont l'ouverture s'est s'échelonnée de 2012 à 2015 :
- Bordeaux, architecte Bjarke Ingels Group, FREAKS architectes associés, ouverture 2019 ;
- Rennes, architecte Odile Decq, inauguration le 6 juillet 2012 ;
- Orléans, architectes Jakob + MacFarlane, ouverture 5 septembre 2013 ;
- Besançon, architecte Kengo Kuma, ouverture le 6 avril 2013 ;
- Dunkerque, architectes Lacaton et Vassal, ouverture le 16 novembre 2013 ;
- Marseille, architecte Kengo Kuma, inauguré le 22 mars 2013 dans le cadre de Marseille-Provence 2013.

De nouveaux chantiers sont prévus en Bourgogne, Corse, Champagne-Ardenne, Basse-Normandie (Caen, architecte Rudy Ricciotti) et Limousin, consistant en des extensions ou des réhabilitations.[réf. souhaitée]

## Platform, regroupement des structures labellisées FRAC
Créée en 2005, l’association Platform réunit les 22 structures labellisées FRAC autour de trois objectifs :
- favoriser une réflexion collective sur les missions et les enjeux des Frac
- constituer un centre de ressources et d’informations pour ses membres et ses partenaires
- développer les échanges et les coopérations interrégionales et internationales grâce à des invitations de commissaires étrangers.

Depuis 2003, sous l’impulsion des structures labellisées du Grand Est puis avec la coordination de Platform, des projets ont été menés en Italie et en Pologne (2003), en Espagne et au Royaume-Uni (2004), en Allemagne et en Slovaquie (2005), en Israël et en République tchèque (2006), en Argentine, en Italie et en Roumanie (2007), en Belgique et en Lituanie (2008), en Croatie (2007 et 2012). En 2010, la carte blanche confiée à des commissaires américains a permis d’organiser « Spatial City : An Architecture of Idealism », la première exposition itinérante des collections des Frac aux États-Unis avec des résidences d’artistes conçues pour chacune des étapes du projet à Chicago, Milwaukee et Detroit. Depuis 2011, Platform a engagé la préparation et le portage de la manifestation « Les Pléiades – 30 ans des Frac » pour laquelle les 22 structures ont défini ensemble et mis en œuvre collectivement une série de projets imaginés comme autant de regards distincts sur leurs collections. Ces expositions se déroulent dans chaque région puis donnent lieu à une exposition-synthèse aux Abattoirs Frac-Midi Pyrénées qui est la première présentation à réunir les 23 Frac. Dans le cadre des 30 ans et pour mettre en lumière les mutations importantes accomplies sur les dix dernières années, l’exposition itinérante « Frac - Nouvelles architectures » a été coproduite avec le Centre Pompidou. Au-delà de l’anniversaire, les actions de Platform se poursuivent également à l’international avec une exposition en 2015 conçue en collaboration avec le musée Van Abbe à Eindhoven (Pays-Bas).

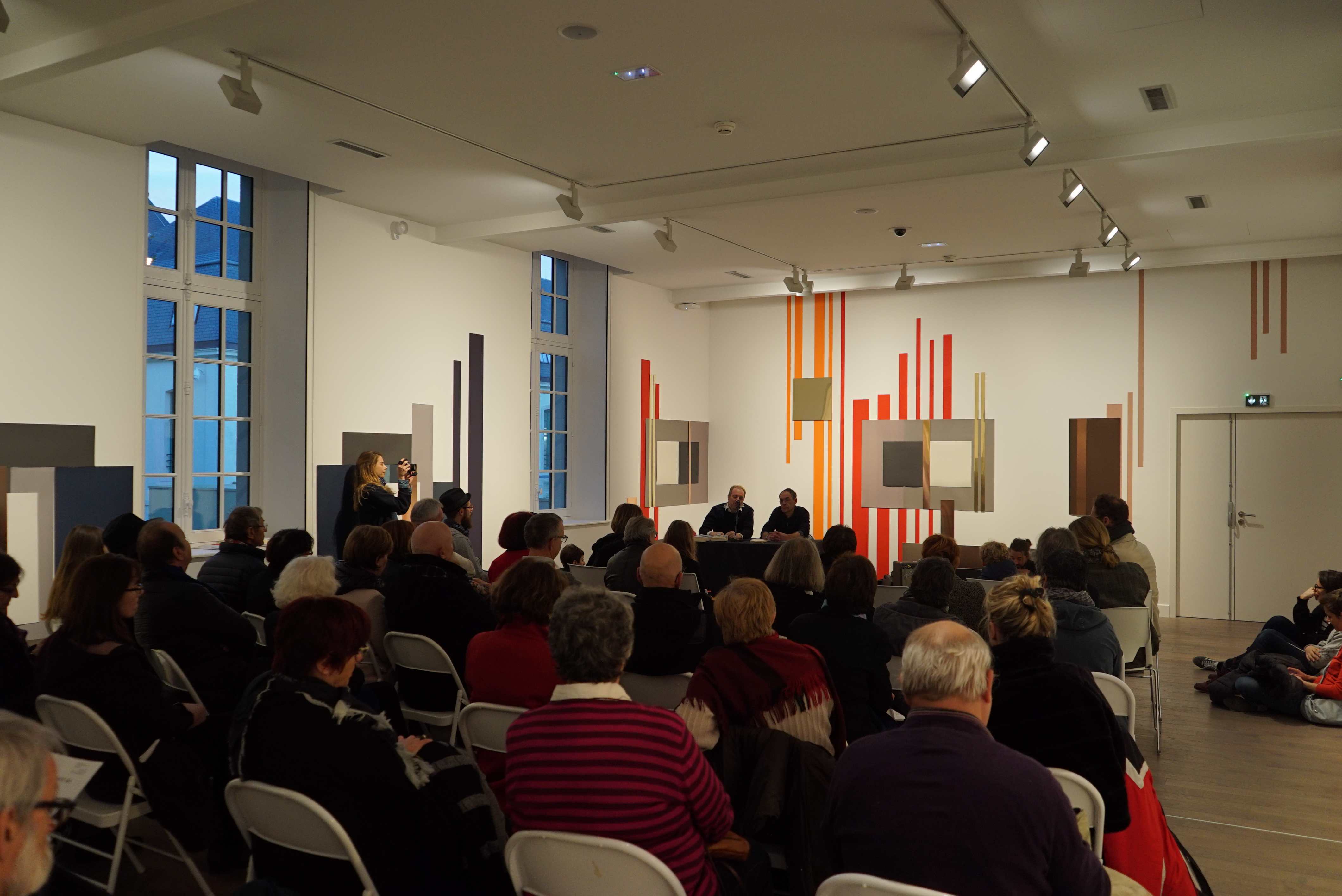
We frac en Champagne-Ardenne autour du Grand jeu.

En novembre 2016, Platform a organisé WE frac, journées portes ouvertes dans l'esprit de la Nuit des musées.

## Budget et critiques
Dans un rapport qu'il a remis à Christine Albanel, ministre de la Culture, le 6 février 2008, Jacques Rigaud explique que les Frac n'ont pas de statut réglementé et qu'ils se sont construits de manière empirique, les qualifiant d'« ovnis juridiques ». En effet, en tant qu'associations à but non lucratif (régies par la loi de 1901, ou de 1908 en Alsace-Moselle), il ne s'agit pas d'établissements publics mais d'organismes de droit privé, qui assurent néanmoins des missions de service public. De même, bien que les structures labellisées FRAC n'aient pas le statut de musées, et qu'elles ne soient donc en principe pas soumis à l'interdiction d'aliéner les œuvres de leurs collections, le ministère de la Culture a décidé que cela leur était impossible, au motif que ces œuvres avaient été acquises grâce à des fonds publics.
En 2010, le budget global des structures labellisées FRAC correspond à 24 millions d'euros (État et régions).[réf. nécessaire]
Les procédures d'acquisition des œuvres ont parfois été critiquées: la composition des comité d’acquisition n'est souvent pas détaillée, empêchant de contrôler l'absence de conﬂits d'intérêts dans les achats. Les critères des choix d'acquisition ne sont pas rendus publics. Sous prétexte de secret commercial, le prix n'est presque jamais communiqué sauf quelques exceptions. Autre critique de fond, dans toutes les régions, « le poids du budget de fonctionnement est en train de l’emporter très largement sur l’investissement ».
L'ancien ministre de l'Éducation nationale Luc Ferry est extrêmement sévère vis-à-vis des FRAC, institution selon lui, « plébiscitée par les artistes sans art et sans talent » permettant « d'écouler leurs productions indigentes aux frais du contribuable ».
D'autres critiques mettent en avant des coûts sans cesse grandissant des FRAC depuis leurs création.
Bernard de Montferrand, président du Frac Aquitaine et de Platform, le Regroupement des Frac, a répondu à cette critique tout d'abord dans la défense de l'art contemporain qui permet de « garder vivante cette flamme de l'esprit de recherche et de curiosité » avant de revenir sur le bilan sans appel des Frac qui « accomplissent une mission de service public de soutien à la création, de démocratisation et de décentralisation culturelle et le font avec un respect scrupuleux des deniers publics ».

## Déclassification et cession des biens relevant des FRAC
La loi du 4 mai 2010, concernant la restitution par la France des têtes maories à la Nouvelle-Zélande et relative à la gestion des collections, autorise dans son article 2 le déclassement et la cession des collections ou partie d'entre elles des FRAC, du FNAC ou de collections confiées à la garde du Centre national des arts plastiques à l'exception des archives et des bibliothèques.

## Les 22 structures labellisées Fonds régional d'art contemporain
Le nombre d'œuvres et d'artistes peut varier d'une année sur l'autre en fonction des dépôts du Centre national des arts plastiques, de même qu'entre le portail des 22 structures labellisées FRAC et ceux particuliers à chaque structure labellisée FRAC, selon leurs dates de mise à jour.
| Région                     | Ville                       | Nom                                   | Création | Œuvres | Artistes | Artistes |
| -------------------------- | --------------------------- | ------------------------------------- | -------- | ------ | -------- | -------- |
| Auvergne-Rhône Alpes       | Clermont-Ferrand            | Frac Auvergne                         | 1985     | 456    | 260      | [ 22 ]   |
| Auvergne-Rhône-Alpes       | Villeurbanne                | Institut d'art contemporain           | 1982     | 1998   | 819      | [ 23 ]   |
| Bourgogne-Franche-Comté    | Besançon                    | Frac Franche-Comté                    | 1982     | 833    | 389      | [ 24 ]   |
| Bourgogne-Franche-Comté    | Dijon                       | Frac Bourgogne                        | 1982     | 871    | 313      | [ 25 ]   |
| Bretagne                   | Rennes                      | Frac Bretagne                         | 1982     | 2795   | 796      | [ 26 ]   |
| Centre-Val de Loire        | Orléans                     | Frac Centre-Val de Loire              | 1983     | 1028   | 280      | [ 22 ]   |
| Corse                      | Corte                       | Frac Corsica                          | 1986     | 500    | 316      | [ 27 ]   |
| Grand Est                  | Metz                        | 49 Nord 6 Est                         | 1983     | 1763   | 453      | [ 28 ]   |
| Grand Est                  | Reims                       | Frac Champagne-Ardenne                | 1984     | 896    | 390      | [ 29 ]   |
| Grand Est                  | Sélestat                    | Frac Alsace                           | 1982     | 1037   | 630      | [ 30 ]   |
| Hauts-de-France            | Amiens                      | Frac Picardie                         | 1983     | 1528   | 323      | [ 31 ]   |
| Hauts-de-France            | Dunkerque                   | Grand Large                           | 1983     | 2206   | 740      | [ 32 ]   |
| Île-de-France              | Paris                       | Frac Ile-de-France                    | 1983     | 2166   | 744      | [ 33 ]   |
| Normandie                  | Caen & Sotteville-lès-Rouen | Frac Normandie                        | 1983     | 4237   | 121      | [ 34 ]   |
| Nouvelle-Aquitaine         | Angoulême                   | Frac Poitou-Charentes                 | 1983     | 953    | 429      | [ 35 ]   |
| Nouvelle-Aquitaine         | Bordeaux                    | Frac Nouvelle-Aquitaine MÉCA          | 1982     | 1542   | 540      | [ 36 ]   |
| Nouvelle-Aquitaine         | Limoges                     | Frac-Artothèque Nouvelle-Aquitaine    | 1982     | 1789   | 489      | [ 37 ]   |
| Occitanie                  | Montpellier                 | Frac Occitanie Montpellier            | 1982     | 1375   | 524      | [ 38 ]   |
| Occitanie                  | Toulouse                    | Les Abattoirs                         | 1984     | 4015   | 1186     | [ 40 ]   |
| Pays de la Loire           | Carquefou                   | Frac des Pays de la Loire             | 1982     | 1984   | 687      | [ 41 ]   |
| Provence-Alpes-Côte d'Azur | Marseille                   | Frac Sud - Cité de l’art contemporain | 1982     | 5701   | 2169     | [ 42 ]   |
| La Réunion                 | Saint-Leu                   | FRAC Réunion                          | 1986     | 355    | 122      | [ 22 ]   |
| Total                      | 23                          | 22                                    |          | 31905  | 6469     | [ 22 ]   |